# Marino Bergonzini
Marino Bergonzini (Spilamberto, Itália, 31 de março de 1907 — 16 de janeiro de 1987) foi um prelado italiano da Igreja Católica e bispo emérito da Diocese de Faenza-Modigliana.

## Vida
Marino nasceu na comuna italiana de Spilamberto em 31 de março de 1907.
Em 24 de agosto de 1929, foi ordenado sacerdote para a Arquidiocese de Módena-Nonantola.
Em 12 de fevereiro de 1953, foi nomeado bispo auxiliar de Módena-Nonantola e bispo titular de Medeli. Ele foi consagrado pelo arcebispo italiano Cesare Boccoleri na Catedral de Nossa Senhora da Assunção em Módena em 19 de março de 1953.
Em 1957, Bergonzini foi transferido para a Diocese de Volterra, onde serviu até 1970.
Em 5 de junho de 1970, ele foi nomeado bispo coadjutor de Faenza e bispo de Modigliana.
Marino sucedeu como bispo titular de Faenza em 31 de agosto de 1976, função que exerceu até se aposentar por idade em 6 de agosto de 1982.
Participou do Concílio Vaticano II em todas as quatro sessões (1962-1965).
Marino Bergonzini morreu em 16 de janeiro de 1987 aos 79 anos.

## Ordenações episcopais
Dom Marino Bergonzini foi consagrante principal da ordenação episcopal de:
1. Ovidio Lari, nomeado bispo de Prato, em 1968.

Dom Marino Bergonzini foi co-consagrante da ordenação episcopal de:
1. Abele Conigli, nomeado bispo de Adria-Rovigo, em 1963.
2. Francesco Tarcisio Bertozzi, nomeado bispo de Foligno, em 1982.